# Martedì Santo
Martedì Santo o Martedì Grande e Santo (greco antico : Μεγάλη Τρίτη , Megali Triti) (lett. 'Grande Terzo (Giorno)', cioè, Grande Martedì ), noto anche come Martedì dei Fici, è un giorno della Settimana Santa, che precede la Pasqua. Come per gli altri giorni della Settimana Santa, questo giorno viene osservato attraverso la celebrazione di servizi religiosi.

## Nomenclatura
Il Martedì Santo è anche conosciuto come Martedì del fico "poiché commemora il giorno in cui Gesù tornò a Gerusalemme da Betania, passando lungo la strada davanti a un fico sterile, che usò come esempio per insegnare ai suoi discepoli". I passi che trattano questo argomento si trovano nei Vangeli di Matteo e Marco.

## Cristianesimo occidentale

Martedì Santo e altri giorni e intervalli di giorni nominati intorno alla Quaresima e alla Pasqua nel cristianesimo occidentale, con i giorni di digiuno della Quaresima numerati

Nella Chiesa cattolica romana, le letture del Novus Ordo sono Isaia 49:1-6; Salmo 71:1-6, Salmo 71:15, Salmo 71:17; 1 Corinzi 1:18-31; e Giovanni 13:21-33, Giovanni 13:36-38. Nella forma più antica della Messa, nota come Messa tridentina, le letture sono tratte da Geremia 11:18-20 e dal Vangelo secondo Marco 14:1-72; Marco 15:1-46. Nella Riforma della Settimana Santa del 1955, i primi 31 versetti del capitolo 14 di Marco furono rimossi.  Questi 31 versetti sono conservati nelle Chiese cattoliche romane che celebrano la Settimana Santa prima del 1955.
Nel Revised Common Lectionary, utilizzato dalla Comunione anglicana, dalla Chiesa metodista, dalla Chiesa luterana, dalla Chiesa cattolica vetero-cattolica e da alcune Chiese riformate, Le lezioni della Scrittura sono Isaia 49:1-7 (prima lettura), Salmo 71:1-14 (Salmo), 1 Corinzi 1:18-31 (seconda lettura) e Giovanni 12:20-36 (lettura del Vangelo).
Secondo l'uso metodista tradizionale, Il Libro di Culto per la Chiesa e la Casa (1965) prevede la seguente Colletta per il Martedì Santo:
Dio Onnipotente ed eterno, concedici di seguire così perfettamente la passione del nostro Signore, affinché possiamo ottenere l'aiuto e il perdono della sua grazia onnipotente; per mezzo di colui che vive e regna con te, nell'unità dello Spirito Santo, nei secoli dei secoli. Amen.

## Cristianesimo orientale

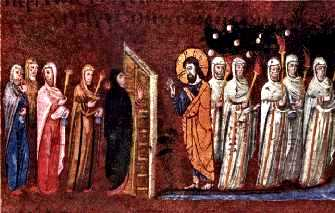
Le vergini sagge e le vergini stolte (dai Vangeli di Rossano).

Nella Chiesa ortodossa, nella Chiesa Apostolica Armena e nelle Chiese Cattoliche Orientali che seguono il rito bizantino, questo giorno è chiamato "Grande e Santo Martedì", o "Gran Martedì". In questo giorno la Chiesa commemora la Parabola delle Dieci Vergini (Matteo 25:1-13), che costituisce uno dei temi dei primi tre giorni della Settimana Santa, con il suo insegnamento sulla vigilanza e su Cristo come Sposo. La camera nuziale è usata come simbolo non solo della Tomba di Cristo, ma anche della beatitudine dei salvati nel Giorno del Giudizio. Il tema della Parabola dei Talenti (Matteo 25:14-30) è sviluppato anche negli inni di questo giorno.
La giornata inizia liturgicamente con i Vespri nel pomeriggio del Lunedì Santo, che ripropongono alcuni degli inni della sera precedente. Durante la Compieta viene cantato un triodion (Canone innografico) composto da tre cantici, composto da Sant'Andrea di Creta.
Il servizio del Mattutino da lunedì a mercoledì della Settimana Santa è noto come Servizio dello Sposo o Preghiera dello Sposo, a causa del tema di Cristo come Sposo della Chiesa, un tema espresso in modo toccante nel tropario che viene cantato solennemente durante tali funzioni.  In questi giorni, un'icona di "Cristo Sposo" viene posta su un analogion al centro del tempio, raffigurante Gesù che indossa la veste viola della beffa e incoronato con una corona di spine (vedi Strumenti della Passione). Queste funzioni del Mattutino vengono spesso cantate la sera prima affinché un maggior numero di fedeli possa partecipare. Il Vangelo del Mattutino letto in questo giorno è tratto dal Vangelo di Matteo (Matteo 22:15-23:39).
I quattro Vangeli vengono suddivisi e letti integralmente durante le Ore Piccole (Ora Terza, Ora Sesta e Ora Nona) durante i primi tre giorni della Settimana Santa, fermandosi a Giovanni 13:31.  Esistono vari metodi per dividere i Vangeli, ma il seguente è il più comune:
- Ora Terza - La seconda metà di Marco
- Ora Sesta - Il primo terzo di Luca
- Ora Nona - Il secondo terzo di Luca

All'Ora Sesta, si legge una lettura dal Libro di Ezechiele Ezechiele 1,21-2,1.
Nella Liturgia dei Doni Presantificati, alcune delle stichere del Mattutino della sera precedente (Lodi e le Aposticha) vengono ripetute al momento di Signore, ho gridato (vedi Vespri).  Ci sono due letture dell'Antico Testamento: Esodo 2:5-10 e Giobbe 1:13-22. Non c'è una lettura dell'Epistola, ma c'è una lettura del Vangelo da Matteo 24:36-26:2.